# Mobile Civic Center
Mobile Civic Center, tidigare Mobile Municipal Auditorium, är en inomhusarena i den amerikanska staden Mobile i delstaten Alabama. Den har en publikkapacitet upp till 10 112 åskådare varav 6 120 är permanenta. Inomhusarenan började byggas 1962 och invigdes den 9 juli 1964. Mobile Civic Center ägs av staden Mobile. Den användes primärt som hemmaarena till ishockeylaget Mobile Mysticks när de spelade i East Coast Hockey League (ECHL) mellan 1995 och 2002.